# La Crosse (Wisconsin)
La Crosse es una ciudad a orillas del río Misisipi, en el estado de Wisconsin. En el Censo de 2020 tenía una población de 52,680 habitantes y una densidad poblacional de 911.34 personas por km². La ciudad es la más grande de la frontera este de Wisconsin y es un centro regional del sistema educativo y de la economía. La área metropolitana de La Crosse está ubicada alrededor de la ciudad y es el sede del condado de La Crosse. 

## Historía
El primer colono europeo en establecerse en el área fue Nathan Myrick en 1841. Myrick era un comerciante de pieles de Nueva York y construyó un puesto de intercambio en Barron Island, una isla en la delta fluvial a lado oeste del cauce principal del Misisipi. Al estar a la congruencia de los ríos Black (de Wisconsin), La Crosse, y Misisipi, la isla fue un sitio ideal para un puesto de intercambio. El año siguiente, Myrick trasladó su puesto a la pradera al lado este del río, cerca del lugar de la ubicación actual del centro de la ciudad. En esta región del valle fluvial, el lugar era unos de los únicos sitios con tierra casi plana. Por eso, fue más fácil de urbanizar. Un pueblo creció alrededor del puesto de Myrick durante la década de 1840. En el pueblo había un hotel, una oficina de correos, y otras tiendas al final de la década. Fue establecida como una ciudad en 1851. En 1855 había una población cerca de 2.000.

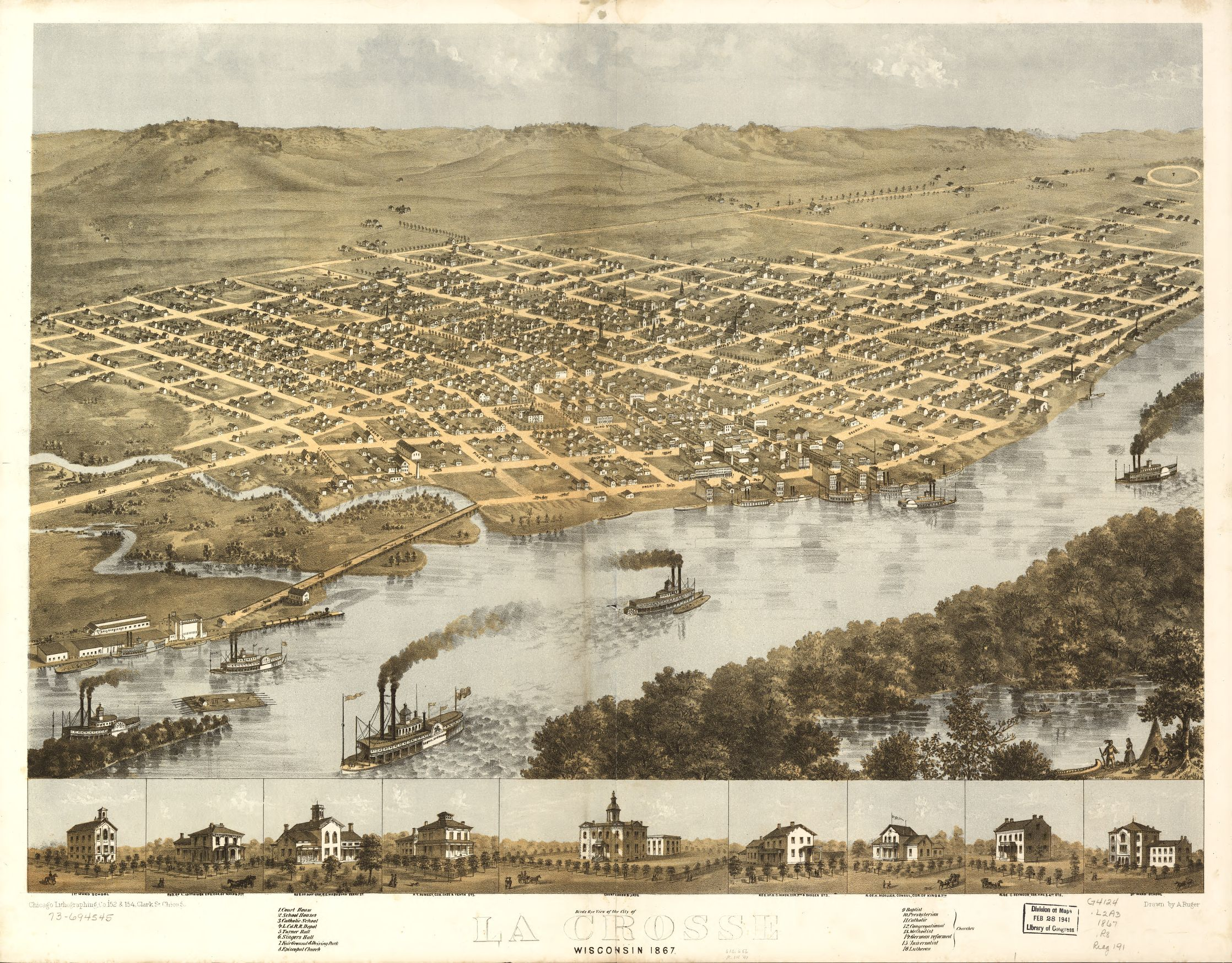
Vista de la ciudad en 1867.

Al final del siglo XIX, era una ciudad industrial. Al principio, fue un centro de la industria maderera, los troncos de los bosques del norte de la región se mandaban flotando por los ríos a los aserraderos en La Crosse. Más tarde, la ciudad también se hizo famosa por la fabricación de cerveza. En 1884, con una población tan sólo de 20.000, la ciudad produjo más cerveza que cualquier otra ciudad en Wisconsin. En 1914, la industria de la cerveza empleó a 1.640 personas. Por eso, la economía fue duramente impactada por la Ley Seca de 1920. Antes de la ley, había 12 cerveceras en la ciudad, y todas tuvieron que cerrar a causa de la Ley Seca. Cuando la ley se revocó en 1933, sólo un tercio reabrieron. A causa de la Ley Seca, la economía tuvo un proceso de desindustrialización.
Desde el siglo veinte, la ciudad se convirtió en un centro regional de la enseñanza superior. Tres universidades y politécnicos fueron establecidos entre 1890 y 1912: la Universidad de Wisconsin-La Crosse, la Universidad de Viterbo, y Western Technical College. Hoy día, se considera una ciudad universitaria.

## Geografía
La Crosse se encuentra ubicada en las coordenadas 43°49′33″N 91°13′27″O / 43.82583, -91.22417. Según la Oficina del Censo de los Estados Unidos, La Crosse tiene una superficie total de 61,61 km², de la cual 56,21 km² corresponden a tierra firme y (8,76%) 5,4 km² es agua.

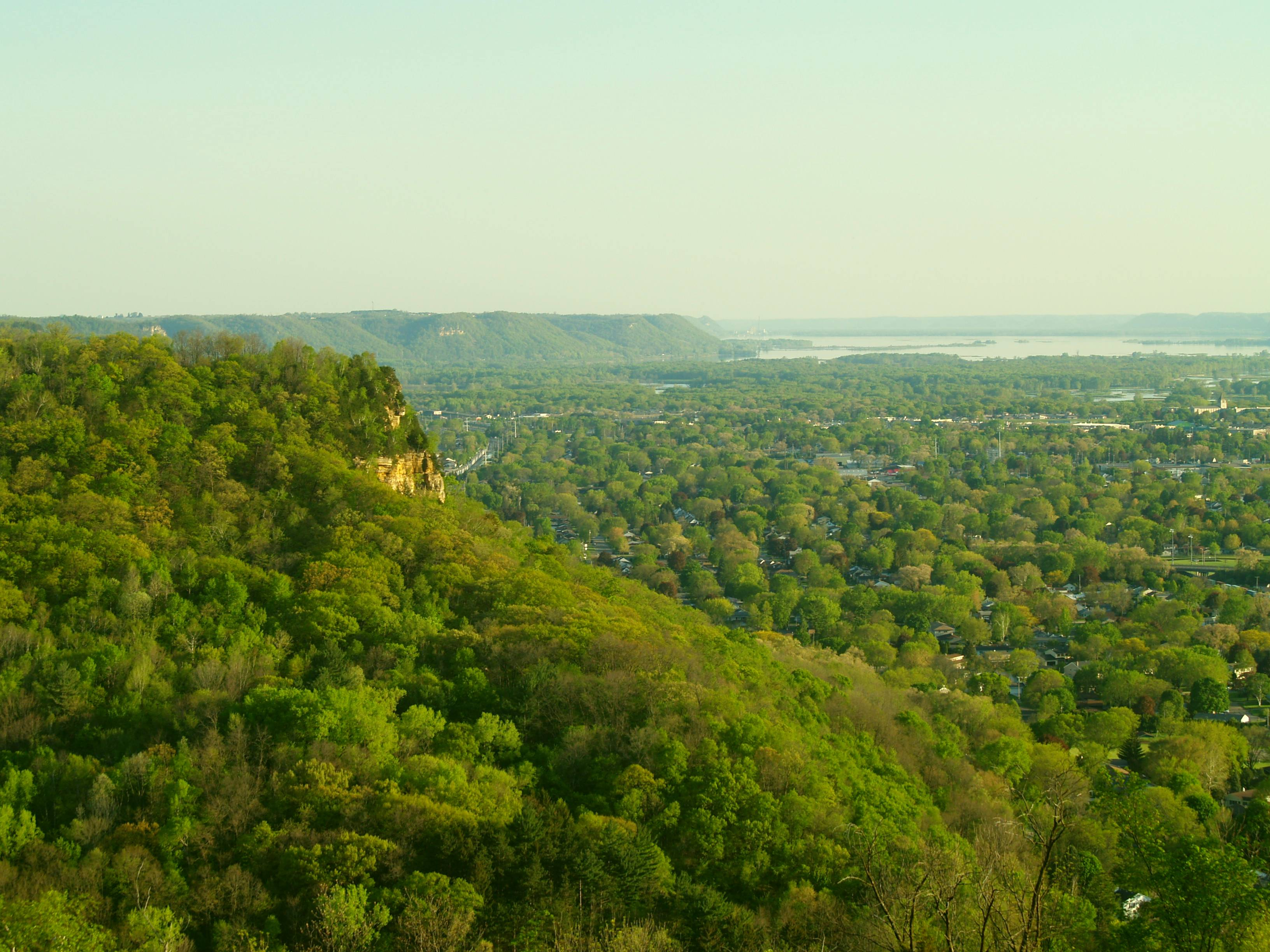
Los acantilados al sur de la ciudad.

La ciudad está situada en el valle Misisipi en un plano aluvión. Está rodeada de acantilados calizas de 180 m de altura. La región está caracterizada por coulées, que son valles estrechos formados por los ríos y lagos. Se llama la región sin deriva (Inglés: driftless region) porque el terreno no fue afectado por los glaciares que aplanaron la mayoría del estado.
Tiene una clima continental húmedo con diferencias grandes de la temperatura entre invierno y verano. Estadísticamente, enero es el mes más frío en La Crosse, con una temperatura media de -7,3 °C que baja a un promedio de -11,9 °C por las noches. Las temperaturas son las más altas en julio, cuando el promedio de temperatura más alta es 29,7 °C. Durante el año, hay precipitaciones 34% de los días. La Crosse recibe aproximadamente 90 cm de lluvia y 118 cm de nieve en total durante el año. La humedad relativa se mantiene entre 64% y 78%, 71,9% de media.

## Demografía
Según el censo de 2020, había 52.680 personas residiendo en La Crosse. La Crosse estaba compuesta por 85,6% europeos, 4,9% asiáticos, 2,9% afroamericanos, 0,5% amerindios, 1,2% de otras razas y 4,9% pertenecientes a dos o más razas. Del total de la población el 3,2% eran hispanos o latinos de cualquier raza.
En 2020, 94% de la población mayor de 25 años tenía el bachillerato y 36,5% tenía una licenciatura. La renta mediana por hogar era $46.438 y $66.928 por familia. Cerca del 8% de familias estaban por debajo de la línea de pobreza. Esto incluía al 13,6% de jóvenes menores de 18 años y al 10,9% de personas mayores de 65 años.
La ciudad tiene una diversidad de religiones con comunidades católicas, protestantes, anglicanas, ortodoxas, hmong, judías, musulmanas, y unitarismo universalistas. La Crosse es la sede episcopal de la Diócesis de La Crosse, con la Catedral de San José Obrero, el Convento de Rosa de Viterbo y el Santuario de Santa María de Guadalupe.

## Ciudades hermanadas
| - Bantry, Irlanda - Dubná, Rusia - Épinal, Francia - Friedberg, Alemania | - Førde, Noruega - Kumba I, Camerún - Luoyang, China |

## Personas destacadas
| - Bronson Koenig, baloncestista - Cadwallader C. Washburn, empresario y político - Danielle Trussoni, escritora - Ford Sterling, actor - Freddie Slack, músico - George Poage, atleta olímpico - Glen Selbo, baloncestista - James Cameron, activista por los derechos civiles - John Mengelt, baloncestista | - Johnny Davis, baloncestista - Joseph Losey, director de cine - Nancy Parsons, actriz - Nicholas Ray, director de cine - Raymond Leo Burke, Arzobispo - Tim Gullikson, jugador de tenis - William Bunge, geógrafo - William Duncan MacMillan, matemático y astrónomo |